# Eleição municipal de Niterói em 2004
As eleições municipais de Niterói, em 2004, ocorreram no dia 3 de outubro (1° turno) e 31 de outubro (2° turno) e elegeram 1 (um) prefeito, mais o vice de seu partido ou coligação e 18 vereadores para a Câmara Municipal de Niterói. O prefeito e o vice-prefeito eleitos assumiram os cargos no dia 1 de janeiro de 2005 e seus mandatos terminaram no dia 31 de dezembro de 2008. Nas eleições, o então prefeito Godofredo Pinto (PT) foi reeleito em segundo turno com 65,09% dos votos válidos, derrotando o arquiteto e ex-prefeito João Sampaio (PDT), que obteve 34,90%. Terceiro colocado, Sampaio foi convocado à disputa do segundo turno após a renúncia do ex-governador Moreira Franco (PMDB), segundo mais votado, no dia seguinte ao primeiro turno.

## Antecedentes
Na eleição de 2000, o prefeito Jorge Roberto Silveira (PDT) foi reeleito em segundo turno com 57,69% dos votos válidos, derrotando o ex-secretário de Justiça Sérgio Zveiter, candidato pelo PMDB. No entanto, o mandato foi cumprido pela metade, já que em 4 de abril de 2002, Jorge Roberto renuncia ao cargo para disputar a eleição ao governo do estado do Rio de Janeiro no mesmo ano, quando obteve o terceiro lugar. O vice-prefeito Godofredo Pinto (PT) assumiu o cargo e, de acordo com a lei eleitoral, estava apto para disputar a reeleição em 2004.
Derrotado no segundo turno de 2000, Sérgio Zveiter lançou sua candidatura à prefeitura de Niterói pelo PL, tendo Adroaldo Peixoto (PSC) como vice e uma coligação formada por PL, PSC, PTdoB e PSL. Entretanto, Zveiter retirou sua candidatura um mês após o início da campanha eleitoral e declarou apoio a Moreira Franco, do PMDB. Zveiter chegou a ser anunciado como candidato a vice na chapa de Moreira, em substituição a Tânia Rodrigues, mas o TRE impugnou o registro. Em agosto, Zveiter abriu mão da candidatura à vice-prefeito, que continuou com Tânia. PL, PSC e PSL, antes coligados com Zveiter, foram para a coligação de Moreira, enquanto que o PTdoB, declarou apoio à Godofredo.

## Candidatos a prefeito
| Candidatos a prefeito   | Candidatos a vice-prefeito | Número Eleitoral | Coligação                                                                             |
| ----------------------- | -------------------------- | ---------------- | ------------------------------------------------------------------------------------- |
| Godofredo Pinto (PT)    | Comte Bitencourt (PPS)     | 13               | Unidos pelo Bem de Niterói PT, PPS, PSB, PCB, PTB, PHS, PV, PRP, PCdoB, PRONA e PTdoB |
| João Sampaio (PDT)      | Selmo Treiger (PDT)        | 12               | sem coligação                                                                         |
| Moreira Franco (PMDB)   | Tânia Rodrigues (PMDB)     | 15               | Niterói Melhor PMDB, PP, PMN, PL, PSC e PSL                                           |
| Gegê Galindo (PSDB)     | Lúcia Vasconcellos (PSDB)  | 45               | Renova Niterói PSDB e PTN                                                             |
| Zeca Mocarzel (PTC)     | Costa (PTC)                | 36               | Reconduzindo Niterói PTC, PAN, PSDC e PRTB                                            |
| Heitor Fernandes (PSTU) | Anderson (PSTU)            | 16               | sem coligação                                                                         |

## Resultados

### Prefeito
| Candidato               | Vice                      | 1º turno | 1º turno    | 2º turno         | 2º turno         |
| Candidato               | Vice                      | Total    | Porcentagem | Total            | Porcentagem      |
| ----------------------- | ------------------------- | -------- | ----------- | ---------------- | ---------------- |
| Godofredo Pinto (PT)    | Comte Bittencourt (PPS)   | 122.196  | 47,97%      | 151.592          | 65,09%           |
| Moreira Franco (PMDB)   | Tânia Rodrigues (PMDB)    | 57.262   | 22,48%      | Desistiu         | Desistiu         |
| João Sampaio (PDT)      | Selmo Treiger (PDT)       | 36.721   | 14,42%      | 81.290           | 34,91%           |
| Gegê Galindo (PSDB)     | Lúcia Vasconcellos (PSDB) | 33.301   | 13,07%      | Não participaram | Não participaram |
| Zeca Mocarzel (PTC)     | Costa (PTC)               | 2.841    | 1,12%       | Não participaram | Não participaram |
| Heitor Fernandes (PSTU) | Anderson (PSTU)           | 2.394    | 0,94%       | Não participaram | Não participaram |
| Total de votos válidos  | Total de votos válidos    | 254.715  | 100%        | 232.882          | 100%             |

### Desistência de Moreira Franco
Mesmo tendo obtido mais de 57 mil votos e conseguido a vaga no segundo turno, o candidato Moreira Franco (PMDB) renunciou a sua candidatura no dia seguinte ao primeiro turno. Sua justificativa era que, no seu entendimento, a população niteroiense já havia decidido pela reeleição de Godofredo Pinto. Com a desistência de Moreira, o candidato João Sampaio (PDT), que terminou em 3° lugar, foi convocado para disputar o segundo turno.